# 東方駅
東方駅（ひがしかたえき）は、三重県桑名市にあった、近畿日本鉄道養老線（現・養老鉄道養老線）の鉄道駅（廃駅）である。旅客営業を行わない貨物駅であったが、廃止後は東方信号場（ひがしかたしんごうじょう）に改められた。駅構内跡地には桑名台車交換所が設置され、養老線の車両が塩浜検修車庫で検査を受ける際に、ここで狭軌の台車と標準軌の仮台車とを交換する作業を行っている。

## 歴史
- 1964年（昭和39年）3月10日：近畿日本鉄道養老線の駅として開業[2]。
- 1986年（昭和61年）10月31日：定期貨物列車廃止。
- 1991年（平成3年）：東方信号場に変更[2]。

## 主な取扱貨物
住友セメント桑名サービスステーションの開設に伴い、同所へのセメントの鉄道輸送を行うために1964年（昭和39年）3月に開業した。セメント貨物列車の着発線が整備され、桑名サービスステーションへの専用線が分岐した。以後も大垣駅から同所へ向けて送られるセメントの到着駅として機能したが、1986年（昭和61年）10月に同所のセメント鉄道輸送は廃止となり、その後は貨物列車の発着はなくなった。

## 検査車両の台車交換作業
養老線車両の定期検査は近鉄名古屋線の塩浜工場で実施されていたが、1959年（昭和34年）の近鉄名古屋線の標準軌への改軌に伴い、養老線車両は同工場に直接入出場することができなくなった。このため当駅構内を利用して台車交換場が設置されることとなり、桑名駅 - 当駅間に養老線の本線とは別に名古屋線に接続する標準軌の線路が敷設され、当駅構内に台車交換設備を備えた作業用建屋が建設された。以後、養老線所属車両は、塩浜工場への入出場時にはここで標準軌の仮台車に交換し、名古屋線の電気機関車又は電動貨車で牽引して入出場を行っている。当駅の貨物取扱廃止後もこの台車交換作業は引き続き実施する必要があり、養老線の経営分離後も存続している。

## 隣の駅
養老鉄道
■養老線
桑名駅 - 東方駅 - 播磨駅